# NGC 2838
NGC 2838 (również PGC 26434) – galaktyka eliptyczna (E?), znajdująca się w gwiazdozbiorze Rysia. Odkrył ją William Herschel 18 marca 1787 roku.